# لیوبو بنچیچ
لیوبو بنچیچ (کرواتی: Ljubo Benčić؛ ۲ ژانویهٔ ۱۹۰۵ – ۲۴ فوریهٔ ۱۹۹۲) بازیکن فوتبال اهل یوگسلاوی بود.
از باشگاه‌هایی که در آن بازی کرده‌است می‌توان به باشگاه فوتبال هایدوک اسپلیت اشاره کرد.
وی همچنین در تیم ملی فوتبال یوگسلاوی بازی کرده‌است.